# Dom Kalistratowa w Dyneburgu

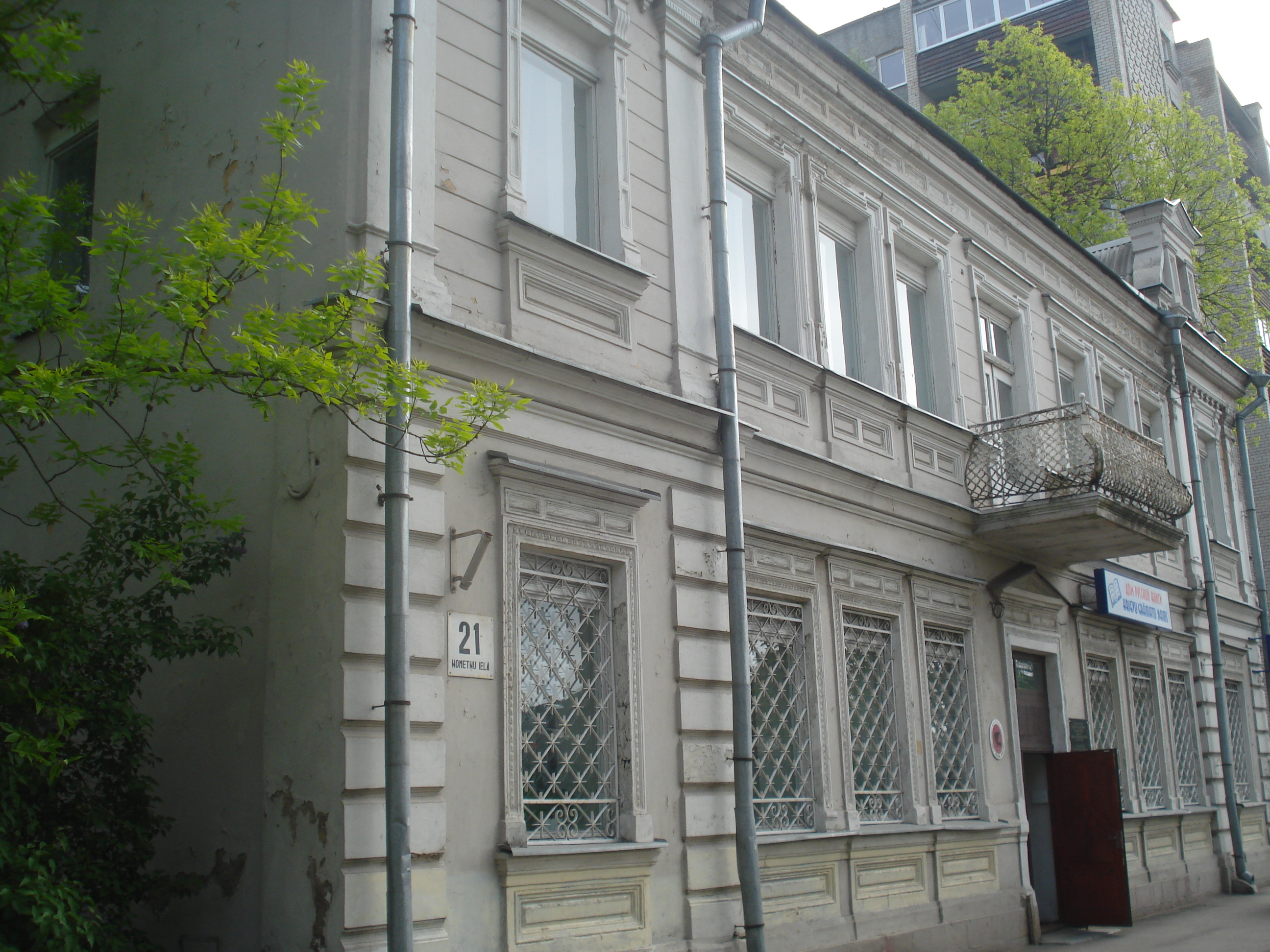
Dom Kalistratowa

Dom Kalistratowa w Dyneburgu (łot. Kaļistratova nams, ros. Дом Каллистратова) – zabytkowa kamienica położona w centrum Dyneburga, w której do 1940 mieszkał działacz mniejszości rosyjskiej na Łotwie Meletij Kallistratow.
Dom Kalistratowa znajduje się w Dyneburgu przy ul. Nometņu 21. Swoją siedzibę ma w nim Dyneburskie Centrum Kultury Rosyjskiej (łot. Daugavpils krievu kultūras centrs). W tym domu Kallistratow żył aż do swego aresztowania w 1940. Obecnie znajduje się w nim biblioteka, izba pamięci poświęcona Kallistratowowi, jak również innym rosyjskim działaczom społeczno-politycznym na Łotwie.